# Наша музыка (фильм)
Наша музыка (англ. Our Music, фр. Notre musique) — фильм 2004 года режиссёра Жана-Люка Годара. В фильме рассказывается о насилии, морали и представлении насилия в фильме, и особенно затрагивается прошлый колониализм и нынешний израильско-палестинский конфликт. Он был показан вне конкурса на Каннском кинофестивале 2004 года.

## Сюжет
Фильм разделен на три части, режиссёр был вдохновлен поэмой «Божественная комедия» Данте. «Царство 1: Ад» — это относительно короткая, не повествовательная часть, составленная из соответствующих документальных и повествовательных художественных видеороликов, изображающих войну, бойню и насилие.
Второй сегмент, «Царство 2: Чистилище», составляет основную часть фильма. Годар, играющий самого себя, ждет в аэропорту рейс, чтобы отправиться на европейскую художественную конференцию в Сараево. Там он встречает Рамоса Гарсию, национализированного французского израильтянина, который едет на конференцию в качестве переводчика. Рамос с нетерпением ждет встречи с племянницей Ольгой Бродской, франкоязычной еврейкой русского происхождения. Другая молодая женщина на конференции, Джудит Лернер, журналист из Тель-Авива, посещает французского посла и умоляет его провести официальную беседу о еврейско-палестинских отношениях. Позже она берет интервью у поэта Махмуда Дарвиша, который говорит, что палестинская борьба определяет Израиль. Между этими встречами Джудит осматривает город и посещает мост Мостар, где она читает Эммануила Левинаса (Entre Nous).
Тем временем Ольга посещает лекцию Годара, якобы посвященную связи между изображением и текстом. Помимо того, что он затрагивает множество других тем, Годар объясняет свое несогласие с общим кинематографическим понятием «выстрел / обратный выстрел» и разрезанием вперед и назад между двумя персонажами в разговоре или обмене мнениями. Годар объясняет, что представление двух персонажей таким образом, одинаково оформленных, регрессивно стирает их различия и может использоваться как инструмент пропаганды. Позже Ольга встречается со своим дядей Рамосом и обсуждает с ним философскую проблему самоубийства.
После конференции Годар возвращается домой, поливает свой сад. Ему звонит Рамос Гарсия, который рассказывает Годарду о молодой женщине, которая ворвалась в театр и заявила, что у неё в сумке бомба. Она попросила одного человека умереть вместе с ней ради израильско-палестинского мира; все покинули театр. Полицейские пришли и застрелили её. Когда они открыли её сумку, все, что они нашли, были книги. Гарсия говорит Годару, что уверен, что это была Ольга.
В кратком постулате «Царство 3: Небеса» Ольга созерцательно бродит по идиллическому озерному берегу, которое, похоже, охраняют американские морские пехотинцы.

## Награды и номинации
Европейские кинопремии
- Премия Европейской киноакадемии в номинации «Лучшая актриса»- Саре Адлер (2004)
- Премия Европейской киноакадемии в номинации «Лучший сценарист»- Жан-Люк Годар (2004)

Кинофестиваль в Сан-Себастьяне (Испания):
- Премия Национального общества кинокритиков в номинации «Лучший фильм на иностранном языке» (2005)

## Критика
Фильм получил в целом положительные отзывы от критиков. Агрегатор обзора Rotten Tomatoes сообщил, что 69 % критиков дали фильму положительные отзывы, основанные на 58 отзывах. Metacritic сообщил, что фильм имеет средний балл 77 из 100, основываясь на 19 обзорах.